# Franz Mold

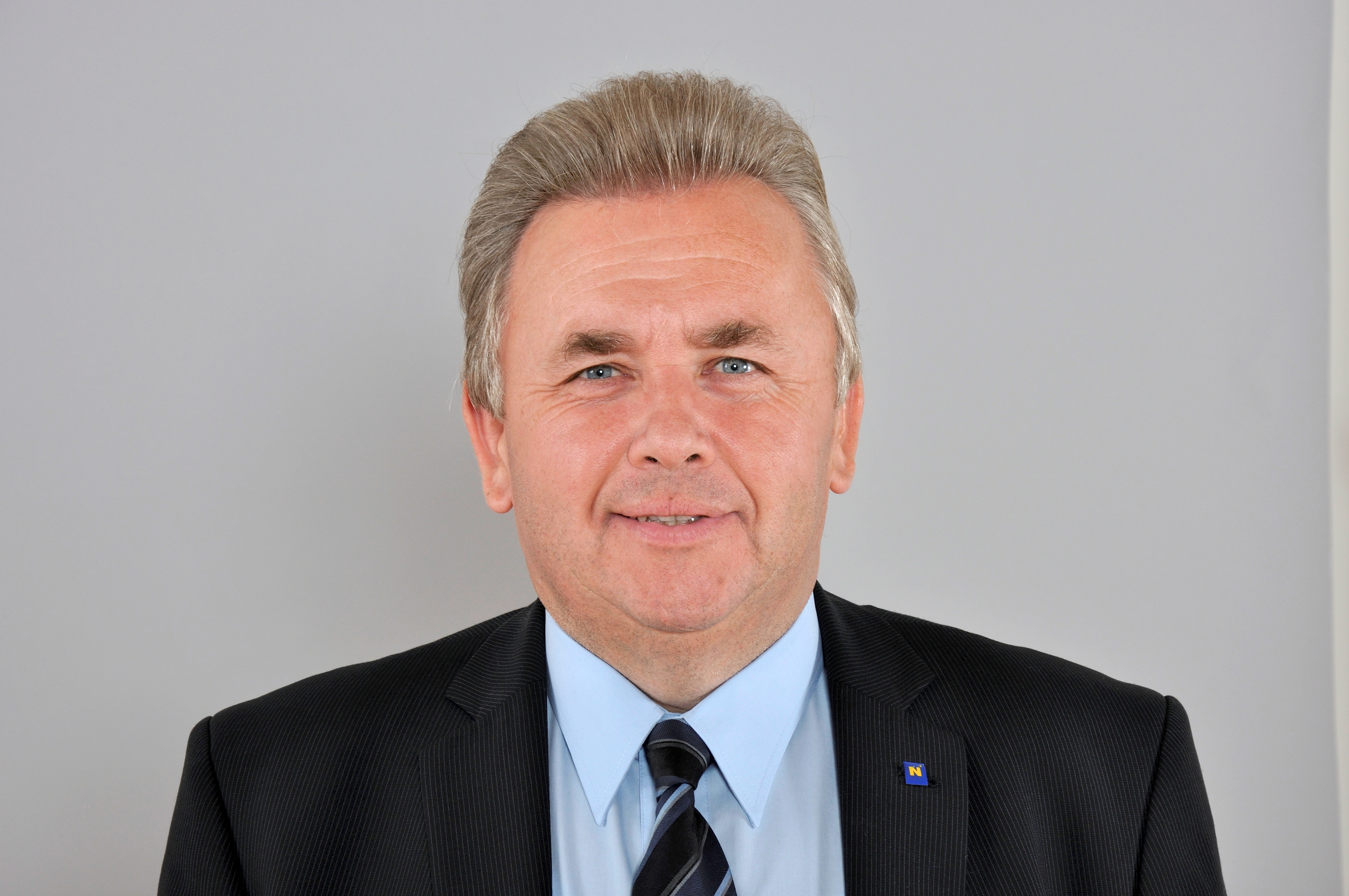
Franz Mold (2013)

Franz Mold (* 18. Februar 1962 in Zwettl) ist ein österreichischer Politiker (ÖVP). Er ist seit 2008 Abgeordneter im Landtag von Niederösterreich. Am 9. Oktober 2018 wurde er als Nachfolger von Herbert Prinz zum Bürgermeister von Zwettl gewählt.

## Leben
Mold besuchte nach der Volks- und Hauptschule den Polytechnischen Lehrgang und von 1977 bis 1980 die Berufsschule Edelhof. Er legte 1980 die Landwirtschaftliche Facharbeiterprüfung und 1984 die Prüfung zum Landwirtschaftsmeister ab. In der Folge übernahm Mold den elterlichen, landwirtschaftlichen Betrieb und ist seitdem als Landwirt in Jahrings tätig.
Politisch engagierte sich Mold als Landesobmann der Niederösterreichischen Landjugend und hatte zahlreiche Funktionen im Österreichischen Bauernbund inne. Er war unter anderem von 1990 bis 2005 Landeskammerrat und ist seit 1995 Bezirksobmann des Bauernbundes sowie Obmann der Bezirksbauernkammer Zwettl. In Zwettl vertritt Mold die ÖVP seit 1995 im Gemeinderat und ist zudem seit 1998 Teilbezirksobmann ÖVP. 2006 wurde Mold in den Stadtrat von Zwettl gewählt, seit dem 10. April 2008 vertritt er die ÖVP im Niederösterreichischen Landtag.

## Auszeichnungen (Auswahl)
- 2022: Ehrenring der Stadtgemeinde Zwettl[4]